# Bergen Davis
Bergen Davis (* 31. März 1869 bei Whitehouse (New Jersey); † 30. Juni 1958) war ein US-amerikanischer Physiker.
Davis war der Sohn eines Farmers und studierte Physik an der Rutgers University (Bachelorabschluss 1896) und der Columbia University mit dem Masterabschluss 1900 und der Promotion 1901 (über Schallmessungen in Orgelpfeifen). Danach war er als John Tyndall Fellow zwei Jahre in Europa unter anderem bei J. J. Thomson am Cavendish Laboratory und bei Eduard Riecke in Göttingen. Nach der Rückkehr 1903 wurde er Tutor und 1907 Instructor an der Columbia University. 1913 wurde er Associate Professor und 1919 erhielt er eine volle Professur. 1939 emeritierte er, nachdem er 1938 eine schwere Herzoperation hatte.
Er befasste sich mit der Physik von Gasentladungen und Röntgenstrahlen zum Beispiel bei der Verbesserung von Doppelreflexions-Röntgenspektrometern. Im Ersten Weltkrieg baute er im New Yorker Hafen ein Röntgengerät auf, um den Schmuggel von Konterbanden in Baumwollfrachten auf Schiffen nach Deutschland aufzudecken. Auch in der medizinischen Anwendung von Röntgenstrahlen war er als Berater des Crocker Institute für Krebsforschung an der Columbia University aktiv. Unter Elektrotechnikern war seine Untersuchung der Koronaentladung (1914) bekannt.
An der Columbia University führte er früh (1915) Experimente zum Bohrschen Atommodell aus, als er mit Goucher eine der Störquellen im Franck-Hertz-Experiment fand (ein Photoelektrischer Effekt an den Elektroden ausgelöst durch die Strahlung von durch inelastische Stösse der Elektronen angeregte Atome).
Er war Vizepräsident der Sektion Physik der American Association for the Advancement of Science und ab 1929 Mitglied der National Academy of Sciences. Davis war zweifacher Ehrendoktor (Columbia University, Rutgers University). 1923 bis 1926 war er Mitglied der Physik Abteilung des National Research Council. Er war Fellow der American Physical Society und der Optical Society of America.
Eine von ihm 1929 bei der National Academy of Science vorgetragene Arbeit über den sogenannten Davis Barnes Effekt, der Beobachtung diskreter Energieniveaus bei der Wechselwirkung von Alphateilchen mit Elektronen, stellte sich später als Beobachtungsfehler heraus (ein Wahrnehmungsfehler beim Zählen von Szintillationen).